# 허블 딥 필드 사우스

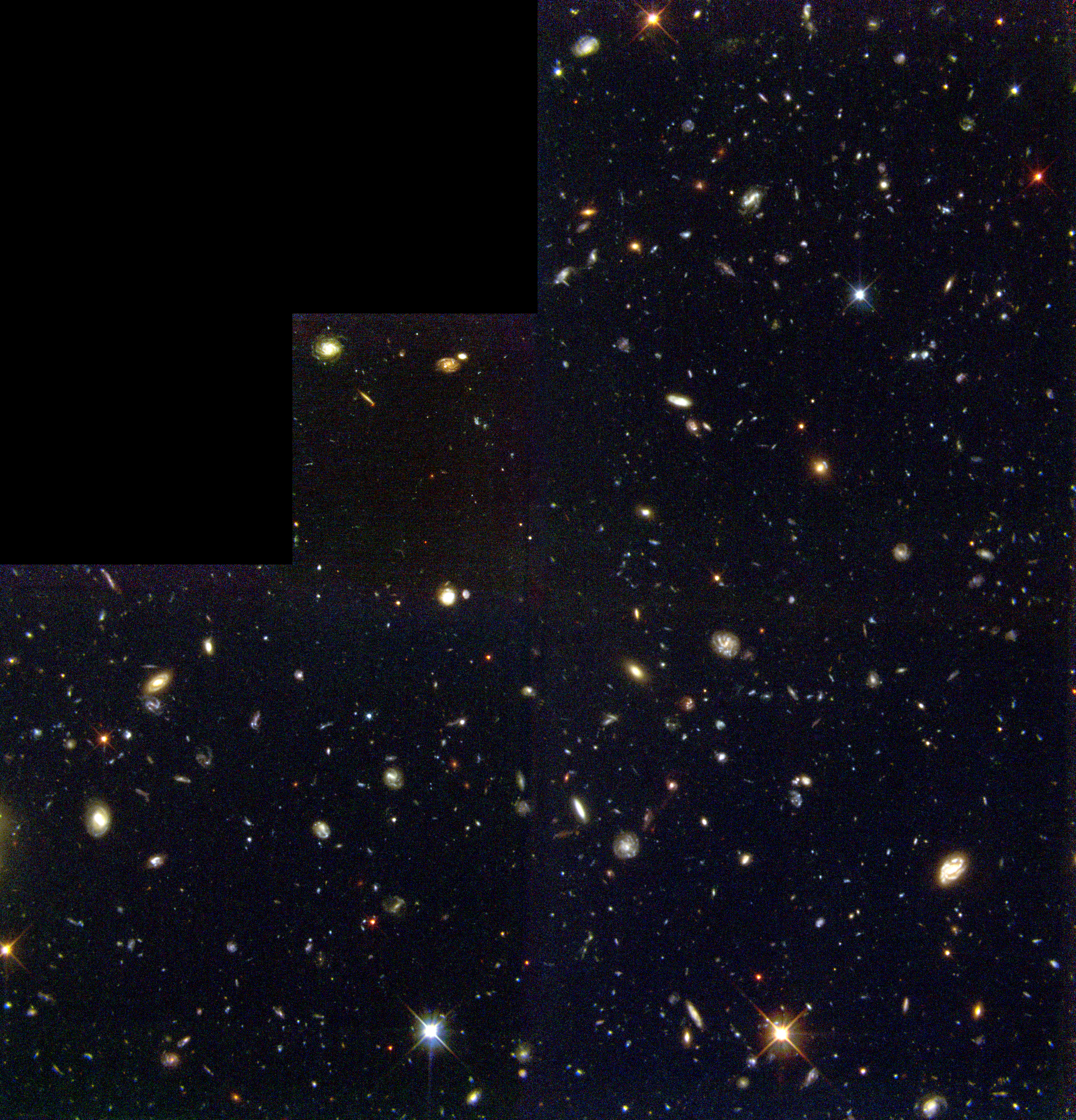
허블 딥 필드 사우스 사진. ISOHDFS 27가 우측 하단에 나타나 있다.

허블 딥 필드 사우스(Hubble Deep Field South, HDF-S)는 1998년 9월과 10월, 10일에 걸쳐 허블 우주 망원경의 광시야 및 행성 카메라 2(Wide Field and Planetary Camera 2, WFPC2)를 사용하여 촬영한 수백 장의 개별 이미지를 합성한 이미지이다. 그로부터 수년전 북반구에서는 허블 딥 필드(HDF)를 관측하여 초기 우주 진화 단계에 있는 매우 먼 은하를 연구하는 데 중요한 역할을 한 바가 있었다. 허블 딥 필드 사우스는 남반구를 촬영했는데 WFPC2는 심우주의 이미지를 촬영했고, 인근 지역은 동시에 우주망원경 이미징 분광기(Space Telescope Imaging Spectrograph, STIS)와 근적외선 카메라 및 다중 물체 분광기(Near Infrared Camera and Multi-Object Spectrometer, NICMOS)로 촬영되었다.

## 계획
1995년에 허블 우주 망원경이 북반구의 어두운 영역을 관측하여 엄청난 성과를 거둔 이후, 남반구의 우주에서도 비슷한 방식의 관측하기 위한 계획이 수립되었다.
선택된 관측 지역은 큰부리새자리로, 적경은 22시간 32분 56.22초, 적위는 −60° 33′ 02.69″이었다. 허블 딥 필드와 마찬가지로 은하수의 은하 원반에서 멀리 떨어진 곳을 목적으로 선택했는데, 이는 원반에는 많은 양의 장애물이 있는 물질이 포함되어 있기 때문이다. 또한 이 지역은 가능한 한 우리은하의 별이 적게 포함되도록 선택되었다. 그러나 이 지역은 허블 딥 필디보다 은하 원반에 더 가까워서 우리은하의 별을 더 많이 포함하고 있다. 또한 근처에 밝은 별이 하나 있고, 강한 전파원이 가까이 있어 관측 후속 작업에 지장이 있을 수 있으나, 이 둘 모두 후속 관측에 큰 영향을 미치지 않는다고 판단되었다.
허블 딥 필드와 마찬가지로, 이 지역은 허블 우주 망원경의 지속적인 관측 영역(Continuous Viewing Zone, CVZ)에 위치해 있었다. 남반구의 이 지역은 한 궤도에서 보통의 두배 이상으로 관측 가능한 지역이었다. 마침 허블 우주망원경이 이 지역을 지속적으로 관측할 수 있으며, 지구에 의해서도 가려지지 않았다. 그러나 이 지역을 관측하는 데는 일부 문제가 있다. 예를 들어, 남대서양 이상 지역(South Atlantic Anomaly)을 통과해야 하며, 낮 시간에는 지구 반사광이 산란되기도 한다. 후자는 CCD 읽기 과정에서 발생하는 큰 소음을 가진 장비를 사용하여 피할 수 있다. 이번 조사는 다시 한 번 소장 재량 시간(Director's Discretionary Time)을 사용하여 진행되었다.
이 지역은 1997년 10월 30일과 31일에 간단히 촬영되었으며, 이는 관측 전에 이 지역의 안내 별이 적합한지 확인하기 위한 작업이었다. 이 안내 별은 HST가 이 지역을 정확히 가리키는 데 필요하다.

## 관측
HDF-S의 관측 전략은 기존의 허블 딥 필드와 유사하였으며, WFPC2 이미지를 위한 동일한 광학 필터(300, 450, 606, 814나노미터 파장의 빛을 분리하는 필터)가 사용되었고, 총 노출 시간도 비슷하였다. 관측은 1998년 9월과 10월에 걸쳐 10일 동안 이루어졌으며, 총 150회의 궤도 관측과 130만 초가 넘는 누적 노출 시간으로 진행되었다. WFPC2가 매우 심도 깊은 광학 이미지를 촬영하는 동안, 관측 지역은 동시에 우주망원경영상분광기(STIS)와 근적외선카메라 및 다중천체분광기(NICMOS)로도 촬영되었다. 이와 함께 여러 주변 관측 지역(flanking fields)도 짧은 시간 동안 관측되었다.
WFPC2로 촬영된 이미지는 5.3제곱아크분의 면적을 가지며, NICMOS와 STIS로 촬영된 이미지는 각각 0.7제곱아크분에 불과하다.
HDF-S의 이미지 역시 '드리즐링(drizzling)'이라 알려진 기법을 사용하여 처리되었다. 이 기법은 노출 사이에 망원경의 조준 방향을 아주 미세하게 변경하고, 이렇게 얻어진 이미지를 정교한 기술로 합성하여 본래보다 더 높은 각분해능을 달성하는 방법이다. 관측 중 영상 촬영 단계에서는 이러한 미세한 병진 이동이 문제가 되지 않았으나, 분광 작업 단계에서는 망원경을 다시 조준하는 대신 소폭 회전시켜야 했다. 이는 STIS 기기의 중심이 중앙 퀘이사에 정확히 유지되도록 하기 위함이었다. HDF-S 최종 이미지의 각 픽셀은 0.0398각초인 분해능을 가졌다.

## 발견
우주론 원리에서는 우주가 거시적인 관점에서는 균질하고 등방적이라고 규정한다. 이는 어느 방향을 바라보더라도 우주가 동일하게 보인다는 의미이다. 따라서 HDF-S 역시 북반구에서 촬영했던 기존의 허블 딥 필드(HDF-N)와 매우 유사할 것으로 예상되었으며, 실제로도 그러하였다. HDF-S에서는 다수의 은하들이 관측되었으며, 이들은 HDF-N에서 관측된 것과 유사한 색상과 형태를 보였고, 각 관측 필드 내 은하의 수 역시 매우 비슷하였다.
HDF-N과의 한 가지 차이점은 HDF-S 관측 영역에 이미 알려진 적색편이 값 2.24를 가진 퀘이사 J2233-606이 포함되어 있었다는 점이다. 이 퀘이사는 관측 대상 영역을 찾는 과정에서 발견되었다. 퀘이사는 시선 방향을 따라 존재하는 가스의 분포를 탐사하는 수단을 제공하며, 전경에 위치한 천체들과 함께 관측되어 은하와 흡수선(absorption features) 사이의 연관성을 연구할 수 있도록 하였다. 관측 필드에 퀘이사를 포함하는 방안은 원래 HDF-N에서도 고려되었으나, 퀘이사에 연관된 은하 수가 증가하여 은하 수 집계에 왜곡을 초래할 우려와, 적절한 위치에 퀘이사가 존재하지 않았던 이유로 채택되지 않았다. 그러나 남쪽 하늘을 대상으로 한 관측에서는 이미 HDF-N을 통해 얻어진 은하 수 집계가 있었기 때문에 이러한 왜곡에 대한 우려가 없었다.

## 과학적 성과
HDF-N과 마찬가지로, HDF-S 역시 우주론을 연구하는 학자들에게 풍부한 연구 재료가 되었다. HDF-S를 대상으로 한 여러 연구들은 우주의 역사 동안의 별 형성률(star formation rate)과 같은 HDF-N에서 얻어진 결과들을 재확인하였다. 또한 HDF-S는 은하들이 내부 과정이나 다른 은하들과의 상호작용을 통해 시간에 따라 어떻게 진화하는지를 연구하는 데에도 폭넓게 활용되었다.

## 참고 문헌
- Casertano, S.;  외. (2000). “WFPC2 Observations of the Hubble Deep Field South”. 《The Astronomical Journal》 120 (6): 2747–2824. arXiv:astro-ph/0010245. Bibcode:2000AJ....120.2747C. doi:10.1086/316851. S2CID 119058107.
- Ferguson, H.C. (2000a). 〈The Hubble Deep Fields〉.   N Manset; C Veillet; D Crabtree. 《ASP Conference Proceedings》. Astronomical Data Analysis Software and Systems IX. Astronomical Society of the Pacific. 395쪽. ISBN 1-58381-047-1.
- Williams, R.E.;  외. (2000). “The Hubble Deep Field South: Formulation of the Observing Campaign”. 《The Astronomical Journal》 120 (6): 2735–2746. Bibcode:2000AJ....120.2735W. doi:10.1086/316854.